# Ali Bencheikh
Ali Bencheikh (El M'hir, 9 gennaio 1955) è un ex calciatore algerino, di ruolo centrocampista.

## Carriera
Con la Nazionale algerina ha preso parte ai Mondiali 1982.